# James Alexander Paton
Pour les articles homonymes, voir James Paton.
James Alexander Paton  (25 juillet 1884-19 février 1946) est un homme politique municipal et provincial canadien de la Colombie-Britannique. Il représente la circonscription de Vancouver-Point-Grey à l'Assemblée législative de la Colombie-Britannique de 1937 à 1946 à titre de député conservateur.

## Biographie
Né à Beamsville en Ontario, il emménage dans l'Ouest de l'Alberta en 1903 où il travaille dans un ranch et comme commis dans un bureau de poste de Calgary. Après avoir travaillé comme mineur de placers et constructeur de chemin de fer, il s'installe à Vancouver en 1906. Ensuite, il travaille périodiquement à Prince Rupert et à Whitehorse.
S'installant à Eburne, aujourd'hui fusionné à Vancouver, il devient éditeur de journal. En 1908, il achète la Point Press Gazette (maintenant Vancouver Courier (en)). En plus de son travail d'éditeur, il opère une librairie. Lorsque débute la Première Guerre mondiale, il vend son journal et participe dans le 72e Bataillon d'infanterie du Canada et sert en Belgique et en France.
De retour au Canada en 1918, il rachète la Gazette. Élu au conseil municipal de Point Grey en 1924, il y sert comme reeve de 1925 à 1927. En 1925, il est accusé du kidnapping de Wong Foon Sing et du meurtre de Janet Smith (en) avec des complices, mais est acquitté des charges retenues contre lui. Vendant à nouveau la Gazette en 1927, il devient conseiller de la ville de Vancouver en 1929. Durant la Seconde Guerre mondiale, il supporte l'internement des japonais-canadiens et s'oppose également à leur octroyer le droit de vote. Il meurt en fonction alors qu'il sert à l'Assemblée législative provinciale à l'âge de 61 ans.